# Cantallops
Cantallops é um município da Espanha na comarca do Alt Empordà, província de Girona, comunidade autónoma da Catalunha. Tem 19,61 km² de área e em 2021 tinha 305 habitantes (densidade: 15,6 hab./km²).

## Símbolos
O brasão de Cantallops se define nas seguintes características:
«Brasão em forma de losango: de ouro, e um lobo de Sable. Por timbre, uma coroa mural de povoado.»
Foi aprovado em 15 de setembro de 1999 e publicado no DOGC em 3 de novembro do mesmo ano com número 3007. O lobo é um sinal tradicional alusivo ao nombre do lugar (llops=lobos).
| 1900 | 1930 | 1950 | 1970 | 1986 | 2007 | 2010 |
| ---- | ---- | ---- | ---- | ---- | ---- | ---- |
| 731  | 571  | 461  | 528  | 259  | 295  | 319  |